# Tici Septimi
Septimi (en llatí: Titius Septimius) va ser un poeta romà d'importància menor, amic d'Horaci. Formava part de la gens Septímia, una gens romana d'origen plebeu, malgrat que hom l'ha volgut considerar també un membre de la gens Tícia, possibilitat ja descartada.
Horaci, en una carta que va dirigir a Juli Florus, que en aquell moment era a orient amb Tiberi Claudi Neró, li fa preguntes sobre Septimi, i en un to greu, que potser amaga una gran ironia, diu que s'ha atrevit a traduir alguna obra de Píndar al llatí i que volia compondre també poesia lírica. Heleni Acró i Porfirió coincideixen a dir que Horaci es riu de Septimi en aquesta carta, i afegeixen que també havia escrit alguna tragèdia que no s'ha conservat. Un escoliasta diu que va viure en temps d'August.